# 宮崎雅也
宮崎雅也（日语：／ Miyazaki Masaya，1999年3月20日—）是日本男聲優，隸屬於Stardust Promotion。

## 人物
- 興趣：音樂鑑賞
- 特長：軟式網球、關西方言、單手打蛋
- 方言：關西方言
- 喜歡溫泉和烏冬麵。
- 高中時代在打網球時受挫，並過著自甘墮落的生活，在那時被小林裕介在《Re:從零開始的異世界生活》配音的菜月昴的話觸動，並開始有所改變，是其成為聲優的契機之一。

## 出演作品
- 主要角色以粗體顯示。

### 電視動畫
2021年
- 白金終局（年輕的警察）

2022年
- 擅長捉弄人的高木同學3（碓冰）
- 東京喵喵 NEW♡（男子）

2023年
- 無意間變成狗，被喜歡的女生撿回家。（男）
- 哥布林殺手II（森人）
- 靠著魔法藥水在異世界活下去！（少年）

2024年
- 肌肉魔法使-MASHLE- 神覺者候補選拔試驗篇（學生）

2025年
- 薰香花朵凛然綻放（須藤海人）

### 遊戲
2021年
- 偶像大師 SideM GROWING STARS（花園百百人）[2][3]

2023年
- 怪物彈珠（2023年 - 2025年 普羅基恩[4]、金鋼石・鐮劍[5]）

2024年
- 新楓之谷（琳恩（男））

### 吹替
2020年
- Where Eagles Dare 3（莫）[6]

## 外部連結
- （日語）事務所個人介紹頁 （页面存档备份，存于）

1. ↑  . スターダストプロモーション.   [2021-08-29]. （原始内容存档于2022-03-27） （日语）.
2. ↑  . アイドルマスター SideM　GROWING STARS（サイスタ）. バンダイナムコエンターテインメント. 2021-06-09  [2021-10-06]. （原始内容存档于2021-11-05）.
3. ↑  . 【公式】アイドルマスター OFFICIAL WEB（アイマス）.   [2021-08-29]. （原始内容存档于2021-10-08） （日语）.
4. ↑  masaya_miyazaki的2023年7月1日的推文、. Retrieved 2023-07-02.
5. ↑  moon_song的2025年1月8日的推文、. Retrieved 2025-01-08.
6. ↑  . Twitter.   [2021-08-29]. （原始内容存档于2021-10-16） （日语）. 外部链接存在于|title= (帮助)